# Škrbina
Škrbina – wieś w Słowenii, w gminie Komen. W 2018 roku liczyła 149 mieszkańców.